# Marcovaldo (nome)
Marcovaldo  è un nome proprio di persona italiano maschile.

## Varianti
- Maschili: Marcoaldo
- Femminili: Marcovalda[1]

## Origine e diffusione
Continua un nome germanico attestato in diverse forme, quali Maraholt, Maracholt, Marcoald, Marcold, Marcolt e Marrcholt. È composto dai termini marah (o marcha, "confine", "limite" oppure "cavallo") e wald ("dominare", "regnare"). È stato occasionalmente confuso con il nome Marquardo.
Venne portato dal padre di Coppo di Marcovaldo, un pittore fiorentino del 1200, e più avanti fu utilizzato da Calvino per il protagonista del suo racconto per ragazzi Marcovaldo ovvero Le stagioni in città.

## Onomastico
In quanto nome adespota, ovvero privo di santo patrono, l'onomastico si può eventualmente festeggiare il 1º novembre, giorno di Ognissanti.

## Persone
- Marcovaldo di Annweiler, siniscalco del Sacro Romano Impero e reggente del Regno di Sicilia